# Boqueirão
Boqueirão este un oraș în Paraíba (PB), Brazilia.